# زغفليات
الزغفليات أو البونتديرية (الاسم العلمي: Pontederiaceae) هي فصيلة من النباتات تتبع رتبة الوعلانيات من طائفة أحاديات الفلقة.

## التصنيف
- الفصيلة البونتديرية
  - القبيلة البونتديراوية
    - جنس زغفل

  - قبيلة ورداوية النيل
    - جنس ورد النيل

  - قبيلة ودنات الطين
    - جنس ودنة الطين
    - جنس زغب  الماء